# Otto Rehhagel
Otto Rehhagel, né le 9 août 1938 à Essen, Reich allemand, est un joueur de football allemand désormais reconverti en entraîneur. 
Il est considéré comme l'un des meilleurs entraîneurs allemands aux côtés de Helmut Schön, Ottmar Hitzfeld, Udo Lattek, Hennes Weisweiler ou encore Jupp Heynckes, Jürgen Klopp, Joachim  Löw, Thomas Tuchel et Hans-Dieter Flick

## Biographie
Il est l'une des seules personnes qui, en tant que joueur puis entraîneur, a participé à plus de 1 000 matches de Bundesliga ce qui lui a valu son premier surnom, Das Kind der Bundesliga (en français : L'enfant de la Bundesliga). En tant qu'entraîneur, il détient dans ce championnat les records du plus grand nombre de victoires (387), de matches nuls (205), de défaites (228) ainsi que de buts inscrits (1 473) et concédés (1 142).
Mais Rehhagel est surtout connu en tant que sélectionneur de la Grèce, qu'il a entraînée 2001 à 2010. Il a en effet permis à son équipe de remporter l'Euro 2004, battant le Portugal en finale (1–0). Cette surprenante victoire lui a valu son second surnom, Le roi Otto (en grec : βασιλιάς Όθων).
Le 18 février 2012, il devient l'entraîneur du Hertha Berlin, club dans lequel il a évolué en tant que joueur de 1963 à 1965. Quinzième lorsqu’il reprend en main l’équipe après le licenciement de Michael Skibbe, le club de la capitale termine in extremis à la seizième place juste devant le FC Cologne avec seulement un point de plus, le Hertha dispute donc un barrage face au Fortuna Düsseldorf, troisième de deuxième division, qu'il perd 4-3 sur l'ensemble des deux matchs et retourne en 2.Bundesliga, le contrat de Rehhagel prenant fin n'est pas renouvelé.

## Palmarès d’entraîneur

### En club
- Vainqueur de la Coupe d'Europe des Vainqueurs de Coupe en 1992 avec le Werder Brême
- Champion d'Allemagne en 1988, et 1993 avec le Werder Brême et en 1998 avec le FC Kaiserslautern
- Vainqueur de la Coupe d'Allemagne en 1980 avec le Fortuna Düsseldorf, en 1991 et 1994 avec le Werder Brême
- Vainqueur de la Supercoupe d'Allemagne en 1988, en 1993 et 1994 avec le Werder Brême
- Champion d'Allemagne de Bundesliga 2 en 1997 avec le FC Kaiserslautern
- Finaliste de la Supercoupe d'Europe en 1992 avec le Werder Brême
- Vice-champion d'Allemagne en 1983, 1985, 1986 et 1995 avec le Werder Brême
- Finaliste de la Coupe d'Allemagne en 1989 et 1990 avec le Werder Brême

### Avec l'équipe de Grèce
- Champion d'Europe des Nations en 2004

### Distinctions individuelles
- Lauréat du Laureus World Sports Awards avec l'équipe de Grèce en 2005
- Élu meilleur entraîneur mondial de l'année par l'IFFHS en 2004
- Élu entraîneur européen de l'année en 2004
- Élu meilleur entraîneur sportif grec de l'année en 2004 et 2007
- Récipiendaire de l'Ordre du Phénix grec en 2005
- Élu 36e plus grand entraîneur de tous les temps aux Worlds Soccer Awards en 2013
- Élu 46e plus grand entraîneur de tous les temps par France Football en 2019